# Walter Marti (Regisseur)
Walter Marti (* 10. Juli 1923 in Zürich; † 21. Dezember 1999 ebenda) war ein Schweizer Dokumentarfilmer.

## Leben
Walter Marti verbrachte seine Jugend in Yverdon, wo sein Vater als protestantischer Pfarrer für die deutschsprachige Gemeinde wirkte. Durch seinen Freund Benno Besson lernte er die Theaterarbeit und dabei auch seine spätere Frau Suzanne Paschoud kennen (Heirat 1947).
Nach der Matura in Zürich studierte Walter Marti an der Universität Zürich Romanistik, Kunstgeschichte und Geschichte. Bereits während seines Studiums war als Journalist, Übersetzer und Redaktor tätig und arbeitete für das Radio.
Seine Arbeit für den Film begann Walter Marti als Statist von Jacques Feyder, als Werbetexter, Kommentarschreiber und Verfasser von Untertiteln für  mehrere hundert Filme. Während acht Monaten war er auch Leiter der Filmabteilung beim Schweizer Fernsehen. 1953 gründete Walter Marti zusammen mit Reni Mertens – die er während des Studiums kennengelernt hatte – die Teleproduction. Über vier Jahrzehnte produzierten Marti und Mertens in der Folge zwanzig Dokumentarfilme und waren 1962 Mitbegründer des Verbands der Schweizer Filmgestalter (seit 1998 Verband Filmregie und Drehbuch Schweiz). Aufsehen erregte insbesondere Ursula oder das unwerte Leben, ein Portrait über ein taubblindes Mädchen, das aus der Zusammenarbeit mit der Rhythmikpädagogin Mimi Scheiblauer entstand. Die Teleproduction produzierte auch einige frühe Filme von Alain Tanner (Les apprentis, 1964), Rolf Lyssy (Eugen heisst wohlgeboren, 1968), Jean-Jacques Lagrange sowie Erich Langjahr (Do it yourself, 1981). Die Produktionsgesellschaft wurde erst 1999 – kurz vor dem Tod von Marti und Mertens – aufgelöst.
Walter Marti pflegte Freundschaften mit Bertolt Brecht, Helene Weigel, Cesare Zavattini, Helmar Lerski, Mario Comensoli, Hans Rudolf Hilty und anderen Kulturschaffenden.

## Filmografie
- 1953: Krippenspiel I
- 1956: Rhythmik
- 1958: Jour de Pêche
- 1958: Parfums de Paris
- 1961: Im Schatten des Wohlstandes
- 1962: Krippenspiel II
- 1962: Unsere Kleinsten
- 1963: Le Pèlé
- 1964: Zahnprophylaxe (Auftragsfilm)
- 1966: Ursula oder das unwerte Leben[3]
- 1973: Die Selbstzerstörung des Walter Matthias Diggelmann (über den Schriftsteller Walter Matthias Diggelmann)
- 1974: Hélder Câmara – Gebet für die Linke (über den Erzbischof Hélder Câmara)
- 1977: À propos des apprentis
- 1980: Héritage (über den Komponisten und Maler Peter Mieg)
- 1985: Flamenco vivo – Die Schule des Flamenco
- 1988: Pour écrire un mot
- 1992: Requiem[4]

## Auszeichnungen
- Preis der Stadt Zürich für Rhythmik (1956)[5]
- Zürcher Filmpreis (1970)
- Doron-Preis[6]
- Brandenberger-Preis (1993, zusammen mit Reni Mertens)
- Katholischer Medienpreis (15. Mai 1995, zusammen mit Reni Mertens)[7]
- 1997 widmeten die Solothurner Filmtage ihr Spezialprogramm Rencontre Reni Mertens und Walter Marti.